# Páni z Kunštátu a Poděbrad
Páni z Kunštátu a Poděbrad (německy von Podiebrad) byli původně moravským šlechtickým rodem, který od 14. století postupně získával statky i v Čechách. Za prapředka je považován olomoucký purkrabí Gerhard ze Zbraslavi.  Rozrodem tohoto významného rodu vzniklo několik větví, které spojoval erb vrchních pruhů. Jejich příslušníci zastávali celou řadu vysokých zemských úřadů a působili i ve funkcích provinciálních správců a královských purkrabí. Nejznámějším představitelem rodu byl v 15. století Jiří z Kunštátu a Poděbrad, který významně rozšířil rodové statky a stal se i českým králem. Svým potomkům zajistil knížecí titul: podle hlavního panství ve Slezsku se pak nazývali Minsterberkové (knížata z Minsterberka). Rod vymřel po meči roku 1647.

## Historie
První předci jsou uváděni už na začátku 13. století. Zakladatelem byl Gerhard ze Zbraslavi, který se uvádí v listinách v letech 1222 až 1240 a někdy bývá v literatuře mylně zaměňován se svým vnukem Gerhardem ze Zbraslavi a Obřan. Jeho čtyři synové založili čtyři větve rodu. Mikul ze Zbraslavi byl pokračovatelem linie, která se psala po Zbraslavi a Račicích. Smil ze Zbraslavi a Střílek byl významným šlechtickým fundátorem. Kuna ze Zbraslavi a Kunštátu se stal zakladatelem města Kunštát, po kterém rod nesl jméno, a kunštátské linie. Boček z Jaroslavic a ze Zbraslavi byl předkem obřanské větve (jeho syn Gerhard založil v blízkosti Brna hrad Obřany). V rodině bylo oblíbené jméno zakladatele Gerhard, které se v dalších generacích změnilo na Heralt nebo Erhart, a také Boček.
Kuna ze Zbraslavi a Kunštátu měl syny Bočka, Bohuše a Kunu. Boček I. z Jevišovic (1277–1314) založil jevišovickou větev, která měla statky jak v Čechách, tak i na Moravě. Kunštátské panství zůstalo Bohušovi. V dalších generacích se rod dále větvil. Jan z Kunštátu (1373) založil stařechovicko-skalskou větev, Boček z Líšnice (1348–1353) založil líšnickou větev.  
Gerhard z Kunštátu a jeho syn Smil z Kunštátu (1349–1353) pokračovali v hlavní kunštátské (bouzovské) větvi, která vlastnila Napajedla a Moravskou Třebovou a vymřela v 15. století. Další Gerhardův syn Boček z Kunštátu a Poděbrad (1350–1373) založil poděbradskou větev, Kuna z Kunštátu a Lysic (1351–1365) lysickou větev, která z počátku měla statky především na Moravě jako Blansko či Rájec a později v Čechách (Častolovice, Kostomlaty), a Vilém z Kunštátu a Boleradic (1350–1371) boleradicko-loučskou větev, která vlastnila Boleradice a Vizovice.
Páni z Kunštátu patřili po staletí k nejvýznamnějším rodům nejen na Moravě, ale i v českém království. Na přelomu 15. a 16. století však došlo k počátku rozpadu kunštátského majetku. Již před husitskými válkami vymřely dvě rodové větve – lysická a boleradicko-loučská, do konce 15. století další dvě. V 16. století dožíval rod pouze ve dvou rodových větvích, poděbradské a jevišovské (Zajímačové z Kunštátu). Celý rozrod vyhasl minsterberským knížetem Karlem Fridrichem v roce 1647. Jeho dcera Alžběta Marie z Württemberka, poslední Poděbradovna, zemřela v roce 1686.

## Erb

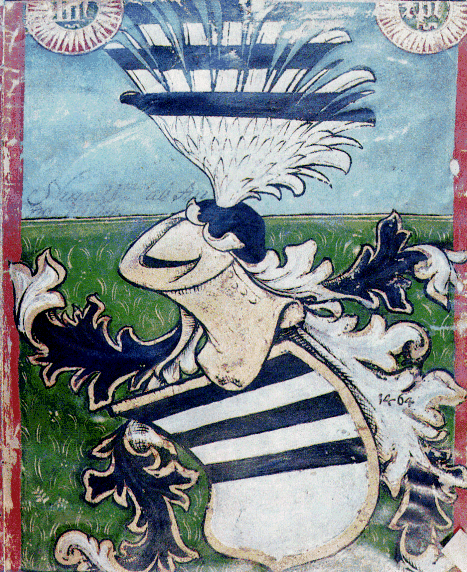
Pergamenové přebaly nejstarších knih zemských trhových - páni z Kunštátu

Na stříbrném štítě jsou v jeho horní polovině tři černá břevna.

## Známí představitelé rodu

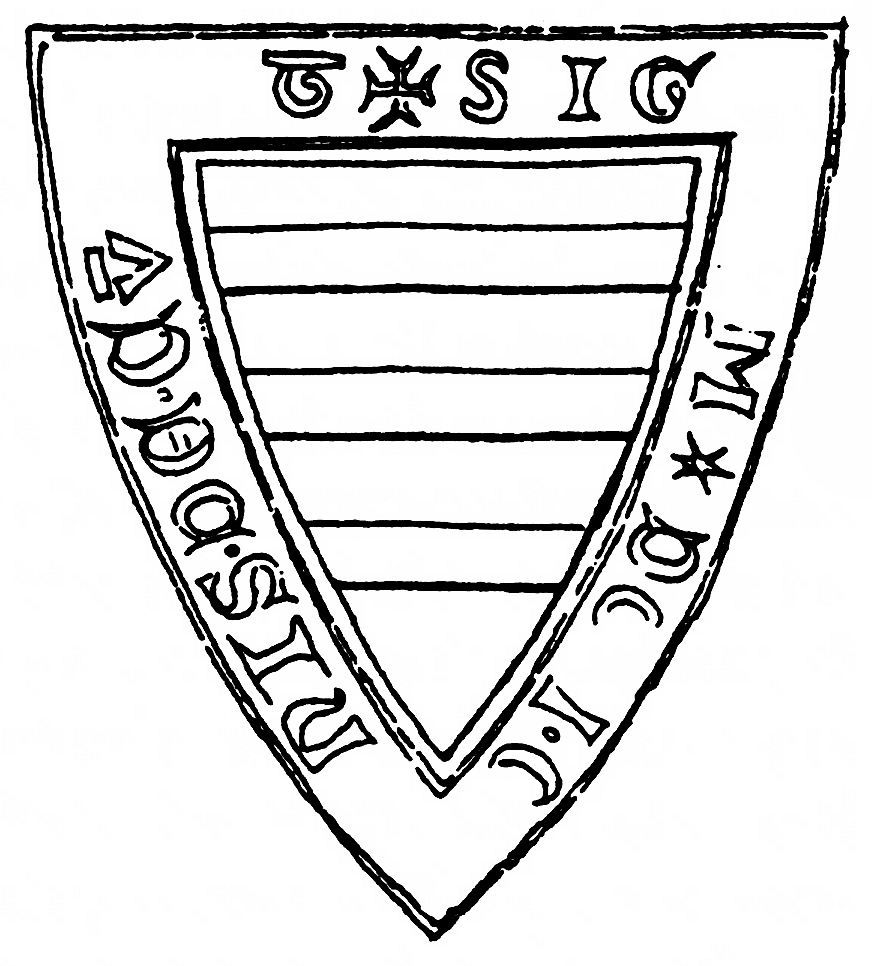
Pečeť Kuny z Kunštátu – rok 1286

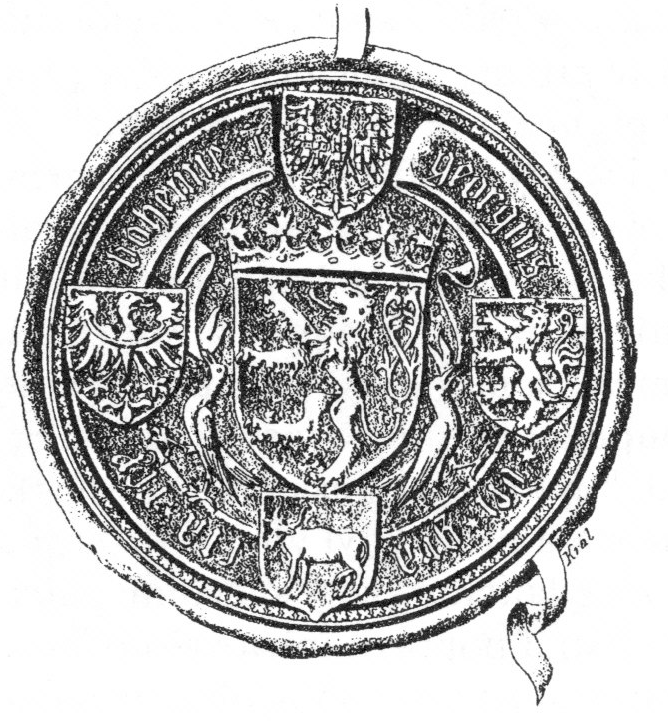
Majestátní pečeť Jiřího z Poděbrad

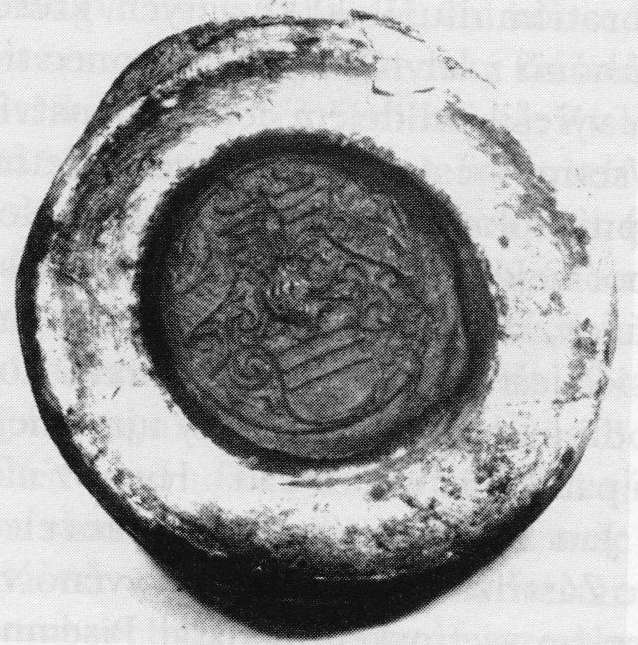
Pečeť Jana Kuny z Kunštátu, pozdějšího zemského hejtmana

- Gerhard ze Zbraslavi (1222–1240), beneficiář přerovský, kastelán olomoucký
- Boček z Jaroslavic a ze Zbraslavi (1233–1235), maršálek moravský (1233–1235), moravský podkomoří (1234), purkrabí znojemský (od r.1239), hrabě z Perneggu (od roku 1252)
- Smil ze Zbraslavi a Střílek (1237–1273), kastelán přerovský, purkrabí brumovský
- Kuna ze Zbraslavi a Kunštátu (1250–1295), zakladatel kunštátské větve rodu pánů ze Zbraslavi, purkrabí veverský, moravský maršálek, olomoucký komorník, vranovský purkrabí, purkrabí hradecký
- Gerhard ze Zbraslavi a Obřan (1261–1291), moravský podkomoří
- Boček I. z Jevišovic (1277–1314), komorník znojemský a brněnský
- Smil z Obřan (1303–1312), moravský podkomoří (1310)
- Gerhard z Kunštátu (1318–1350), komorník brněnský a znojemský
- Sezema I. z Jevišovic (1314–1326), moravský podkomoří
- Vilém z Kunštátu a Boleradic (1350–1371), nejvyšší komorník brněnské cúdy (1360–1364)
- Smil z Líšnice (1355–1396), bratislavský župan a kastelán (1386–1388)
- Erhart starší z Kunštátu (1360–1406), komorník brněnský
- Erhart mladší z Kunštátu (1398–1414), komorník brněnský
- Ješek Puška z Kunštátu a Otaslavic (1368–1406), zemský hejtman (1388), komorník olomoucký (1389–1399)
- Erhart ze Skal (1379–1415), nejvyšší sudí brněnské cúdy (od roku 1398)
- Hynek I. Suchý Čert z Jevišovic (1385–1407), proslul jako loupežný rytíř i jako velký válečník
- Procek z Kunštátu a Opatovic (1434–1478), komorník olomoucký
- Jan Heralt z Kunštátu a Líšnice (1444–1490), komorník olomoucký
- Čeněk Kuna z Kunštátu (1458–1488), nejvyšší komorník olomoucký (1477)
- Jindřich IV. Zajímač (1460–1475), vrchní lovčí
- Jan Kuna II. z Kunštátu (1495–1540), komorník brněnský, moravský zemský hejtman
- Vilém Kuna z Kunštátu (1495–1548) – podkomoří moravský, znojemský hejtman

### Poděbradská větev
- Boček z Kunštátu a Poděbrad (1350–1373, královský číšník (od roku 1353)
- Boček starší z Poděbrad (1375–1416), nejvyšší písař, otec Viktorína Bočka z Kunštátu a Poděbrad
- Viktorín Boček z Kunštátu a Poděbrad (1403–1427), husitský válečník, otec Jiřího z Poděbrad
- Hynek Boček z Kunštátu a Poděbrad – husitský válečník, Viktorínův bratr
- Jiří z Kunštátu a Poděbrad (1420–1471), český král
- Boček z Poděbrad (1442–1496), nejstarší syn Jiřího z Poděbrad a Kunhuty ze Šternberka
- Viktorín z Poděbrad (1443–1500), syn Jiřího z Poděbrad a Kunhuty ze Šternberka
- Hynek z Poděbrad (1452–1492), syn Jiřího z Poděbrad a Johany z Rožmitálu

## Příbuzenstvo
Spojili se s Rožmberky, Valdštejny, Vartemberky či Pernštejny.